# Hantzsch-Widman-System
Das  Hantzsch-Widman-System, manchmal auch Hantzsch-Widman-Patterson-System (nach Arthur Hantzsch, Oskar Widman und Austin M. Patterson), ist ein Nomenklatursystem für heterocyclische chemische Verbindungen. Die Nomenklatur setzt sich aus zwei Teilen zusammen, einem oder mehrerer Präfixe zur Kennzeichnung der oder des Heteroatoms und einer Endung, die sich auf Ringgröße, Sättigung und zum Teil auch das Heteroatom bezieht. Neben den systematischen Namen gibt es für bestimmte Verbindungen Trivialnamen, die schon vor Einführung der Nomenklatur bestanden und weiterhin bevorzugt werden. Heteromonocyclen mit einer Ringgröße >10, sowie einfache, nicht kondensierte Spiro- und verbrückte Heterocyclen, werden nach der Ersetzungsnomenklatur („a“-Nomenklatur) benannt.

## Geschichte
In den Jahren 1887 und 1888 wurden von Arthur Hantzsch und Oskar Widman unabhängig voneinander erstmals Regeln zur Nomenklatur von heterocyclischen Verbindungen aufgestellt. Die Grundidee einer Kombination aus Vorsilben für die verschiedenen Heteroatome und eine Endung für die Ringgröße war bei beiden identisch und wird bis heute verwendet. Die Unterschiede lagen in Details, etwa der Reihenfolge, in der die Heteroatome aufgezählt werden. Zunächst umfasst das System nur die fünf- und sechsgliedrigen Ringe mit Sauerstoff, Schwefel, Selen und Stickstoff. Es wurde danach auf weitere Heteroatome und Ringgrößen ausgedehnt. 1940 veröffentlichte Austin M. Patterson erstmals eine systematische Übersicht über die Nomenklatur.
Offiziell in die Nomenklatur der IUPAC wurde die Hantzsch-Widman-Nomenklatur 1957 aufgenommen. Auch danach wurde verschiedenes geändert, so wurde das zunächst nicht dazugehörende Bor als mögliches Heteroatom in die Nomenklatur aufgenommen.

## Systematik
Namen von Heterocyclen, die mit der Hantzsch-Widman-Nomenklatur gebildet werden, bestehen aus Lokanten, durch welche die Positionen der Heteroatome festgelegt werden, Präfixen für die Heteroatome und Suffixen, die von der Anzahl der Ringatome und deren Bindungen zueinander abhängen.

### Präfixe
Jedes Heteroatom wird mit seinem Namenstamm bezeichnet, welchem einem „a“ als Affix folgt (sogenannte „a“-Nomenklatur, siehe Tabelle). Für Heterocyclen, die mehr als ein Heteroatom enthalten, wird die  Reihenfolge der einzelnen Heteroatome durch Prioritäten anhand der Stellung des Elements im Periodensystem eindeutig festgelegt. Je höher die Nummer der Gruppe eines Elementes, desto höher auch die Priorität. Innerhalb einer Gruppe haben die Elemente mit einer kleineren Ordnungszahl Priorität. Damit ergibt sich die höchste Priorität für Fluor und weitere Halogene, während Metalle eine geringe Priorität besitzen (F > Cl > Br > I > O > S > Se > Te > N > ...). Wenn die nächste Silbe des zusammengesetzten Namens mit einem Vokal beginnt, wird das „a“ grundsätzlich weggelassen. Sind mehr als ein gleiches Heteroatom im System enthalten, wird ein Zahlenpräfix wie Di für zwei oder Tri für drei Atome vorangestellt.
| Element    | Symbol | a-Term  |
| ---------- | ------ | ------- |
| Fluor      | F      | Fluora  |
| Chlor      | Cl     | Chlora  |
| Brom       | Br     | Broma   |
| Iod        | I      | Ioda    |
| Sauerstoff | O      | Oxa     |
| Schwefel   | S      | Thia    |
| Selen      | Se     | Selena  |
| Tellur     | Te     | Tellura |
| Stickstoff | N      | Aza     |
| Phosphor   | P      | Phospha |

| Element     | Symbol | a-Term  |
| ----------- | ------ | ------- |
| Arsen       | As     | Arsa    |
| Antimon     | Sb     | Stiba   |
| Bismut      | Bi     | Bisma   |
| Silicium    | Si     | Sila    |
| Germanium   | Ge     | Germa   |
| Zinn        | Sn     | Stanna  |
| Blei        | Pb     | Plumba  |
| Bor         | B      | Bora    |
| Quecksilber | Hg     | Mercura |

### Suffixe
Die Suffixe (Endsilben) richten sich nach der Ringgröße und nach der Sättigung (Anzahl an Doppelbindungen) im Ringsystem. Gesättigte Verbindungen besitzen keine Doppelbindungen im Ring, ungesättigte die maximale Anzahl nichtkumulierter Doppelbindungen. In einigen Fällen hat auch die Art des Heteroatoms Einfluss auf die Endsilbe. Besonders bei den Sechsringen wird unterschieden, welches im Namen das letztgenannte Heteroatom im Ring ist. Dazu werden die Heteroatome in drei Gruppen eingeteilt. Gruppe A umfasst Sauerstoff, Schwefel, Selen, Tellur, Bismut und Quecksilber, in der Gruppe B sind Stickstoff, Silicium, Germanium, Zinn und Blei, und in der Gruppe C sind Bor, Fluor, Chlor, Brom, Iod, Phosphor, Arsen und Antimon. Ausnahmen gibt es in der Nomenklatur  gesättigter, stickstoffhaltiger Ringe mit einer Ringgröße von drei, vier und fünf Atomen. Für diese werden die Endungen -iridin (für Dreiringe), -etidin (für Vierringe) und -olidin (für Fünfringe) verwendet. Für ungesättigte, stickstoffhaltige Dreiringe wird abweichend von der Nomenklatur die Endung -irin verwendet.
| Ringgröße     | Endung ungesättigter Ring | Endung ungesättigter Ring | Endung gesättigter Ring | Endung gesättigter Ring |
| ------------- | ------------------------- | ------------------------- | ----------------------- | ----------------------- |
| Dreiring      | -iren                     | -irin                     | -iran                   | -iridin                 |
| Vierring      | -et                       | -et                       | -etan                   | -etidin                 |
| Fünfring      | -ol                       | -ol                       | -olan                   | -olidin                 |
| Sechsring (A) | -in                       | -in                       | -an                     | -an                     |
| Sechsring (B) | -in                       | -in                       | -inan                   | -inan                   |
| Sechsring (C) | -inin                     | -inin                     | -inan                   | -inan                   |
| Siebenring    | -epin                     | -epin                     | -epan                   | -epan                   |
| Achtring      | -ocin                     | -ocin                     | -ocan                   | -ocan                   |
| Neunring      | -onin                     | -onin                     | -onan                   | -onan                   |
| Zehnring      | -ecin                     | -ecin                     | -ecan                   | -ecan                   |

Anmerkungen A:
1. ↑  Für ungesättigte Ringe mit N als einziges Heteroatom.
2. 1 2 3  Für stickstoffhaltige gesättigte Ringe.
3. ↑  Das letztgenannte Heteroatom ist O, S, Se, Te, Po, Bi oder Hg
4. ↑  Der Name Oxin sollte für Pyran nicht verwendet werden, da es sich dabei um den Trivialnamen für 8-Hydroxychinolin handelt.
5. ↑  Das letztgenannte Heteroatom ist  N, Si, Ge, Sn oder Pb
6. ↑  Der Name Azin sollte für Pyridin nicht verwendet werden, da es sich dabei um eine Stoffgruppe mit einer =N-N= Einheit handelt.
7. ↑  Das letztgenannte Heteroatom ist  F, Cl, Br, I, P, As, Sb, B, Al, Ga, In oder Tl

### Lokanten
Die Positionen der Heteroatome im Ring werden durch Lokanten angegeben. Diese werde so gewählt, dass das Heteroatom mit der höchsten Priorität (welches im Namen zuerst genannt wird) die Position 1 erhält. Anschließend wird so nummeriert, dass die Heteroatome möglichst niedrige Ziffern erhalten. Lokanten werden dem Namen vorangestellt, durch Komma getrennt und zum Namen mit einem Bindestrich abgegrenzt.

mögliche Nummerierungen
1,2,4-Triazin (korrekt)
1,2,5-Triazin (falsch)
1,3,4-Triazin (falsch)
1,4,5-Triazin (falsch)

### Beispiele für Heterocyclen
Sind in einer heterocyclischen Verbindung mehrere Heteroatome enthalten, so werden die einzelnen a-Terme nacheinander aufgezählt. Dazu werden die einzelnen Heteroatom-Namen nach der Reihenfolge der Austauschnomenklatur hintereinander geschrieben. Folgt einem Präfix ein Vokal wird das „a“ am Ende weggelassen. Es ist mit diesem System auch möglich, cyclische Verbindungen zu benennen, die keine Kohlenstoffatome besitzen. In dem Fall, dass es durch verschiedene enthaltene Heteroatome verschiedene Endsilben erforderlich machen würden (Sechsringe), richtet sich die verwendete Silbe nach dem Atom mit der niedrigsten Priorität, das also als letztes aufgeführt wird.

1,3-Oxazol, nicht 1,3-Oxaazaol
1,4,2-Oxazaphospholidin, nicht 1,4,2-Oxaazaphospholidin
1,3,6,4-Thiadiazaborepan, nicht 1,3,6,4-Thiadiazaboraepan
Oxathiaphosphiran
1,2,4-Oxathiazinan, nicht 1,2,4-Oxathiazan

Enthält ein ungesättigter Heterocyclus eine ungerade Anzahl an Ringatomen, so wird für die Identifizierung des gesättigten Atoms dem Namen ein kursives H mit dem Lokanten des gesättigten Atoms vorangestellt.

1H-1,2-Diazol
1H-1,2,3-Triazol
2H-1,2,3-Triazol
1H-1,2,4-Triazol
4H-1,2,4-Triazol

Die Namen von teilweise gesättigten/ungesättigten Heterocyclen können aus dem ungesättigten Grundkörper durch das Hinzufügen von Wasserstoffatomen aber auch aus dem gesättigten Grundkörper durch das Entfernen von Wasserstoffatomen gebildet werden.

1,2-Dihydro-3H-pyrazol-3-on (2,3-Dihydro-1H-pyrazol-3-on)

### Kondensierte Heterocyclen
Die Nomenklatur für kondensierte, also ungesättigte heterocyclische Verbindungen, bei denen mindestens zwei Ringe über eine gemeinsame Bindung miteinander verbunden sind, entspricht im Wesentlichen der Nomenklatur für kondensierte Kohlenwasserstoffe.
Es wird der höchstrangige Ring als Stammsystem verwendet und ans Ende des Namens gesetzt. Anschließend werden die weiteren Ringe oder Ringsysteme als Präfix unter Angabe der Verknüpfungsstelle in eckigen Klammern vor den Ring geschrieben. Um die Präfixe zu bilden, werden die Endungen der Monocyclen um ein o ersetzt. Einige Trivialnamen werden verkürzt. So wird aus Furan furo, aus Chinolin chino, aus Pyridin pyrido, aus Pyrimidin pyrimido und aus Thiophen thieno.
Um die Verknüpfungsstelle eindeutig festzulegen, muss die Stelle sowohl im Stammsystem, als auch im kondensierten System eindeutig bestimmt sein. Dazu werden beide Teile getrennt nach den Regeln für die Nummerierung von cyclischen Systemen durchnummeriert. Im Stammsystem werden die Bindungen, angefangen vom mit 1 bezeichneten Atom, mit kleinen Buchstaben a, b, c... bezeichnet. Im Präfix-System werden dagegen die Zahlen der Nummerierung beibehalten. Um die Verknüpfungsstelle anzugeben, wird in eckigen Klammern zunächst die Lage im Präfix-system angegeben, danach durch einen Bindestrich getrennt der Buchstabe des Stammsystems.
Eine Ausnahme sind bicyclische Systeme, bei denen einer der beiden Ringe ein Phenylring ist. Bei diesen wird die Verknüpfungsstelle nicht angegeben, stattdessen werden die Heteroatome so durchnummeriert, dass mit der Ziffer 1 immer ein sich direkt neben der Verknüpfungsstelle befindliches Atom bezeichnet wird.
Es ist eine Reihenfolge festgelegt, welcher Ring in einem System als Stammsystem verwendet wird. Die Bedingungen sind im Einzelnen nacheinander:
- Vorrang für Heterocyclen: wenn auch nur ein Heterocyclus neben mehreren Kohlenwasserstoff-Ringen vorliegt, hat dieser immer Vorrang und wird Stammsystem
- Stickstoffhaltige Ringe haben Vorrang: ist neben anderen Heterocyclen auch ein stickstoffhaltiger Ring vorhanden, wird dieser als Stammsystem verwendet
- Ranghöhere Elemente der a-Nomenklatur haben Vorrang (außer Stickstoff): sind Ringe mit unterschiedlichen Heteroatomen im System vorhanden, wird derjenige als Stammsystem verwendet, der das ranghöchste Element in der Tabelle der a-Nomenklatur hat
- Komponenten mit den meisten Ringen haben Vorrang: sind mehrere Ringsysteme vorhanden, bei denen ganz oder teilweise Trivialnamen bestehen, so hat dasjenige Vorrang, bei dem das mit Trivialnamen zu benennende System die meisten Ringe enthält
- Ringgröße: ist das ranghöchste Heteroatom in mehreren Ringen vorhanden, so hat der größte Ring Vorrang und wird zum Stammsystem
- Anzahl an Heteroatomen: Vorrang hat derjenige Ring, in dem eine größere Anzahl an Heteroatomen zu finden sind
- Vielfalt: Als Stammsystem wird der Ring gewählt, in dem eine größere Vielfalt an Ringen vorkommt.
- größere Anzahl bevorrechteter Heteroatome: der Heterocyclus, der mehr Atome des nach der a-Nomenklatur bevorrechteten Heteroatoms besitzt, wird Stammsystem
- kleinstmögliche Chiffrenkombination: es soll eine möglichst kleine Zahl bei der Benennung der Verbindungsbrücke erreicht werden.